# تو لام
توم لام (بالفيتنامية:  Tô Lâm؛ من مواليد 10 يوليو 1957)‏ هو سياسي فيتنامي وضابط شرطة سابق شغل منصب الأمين العام للحزب الشيوعي الفيتنامي (CPV) منذ أغسطس 2024 والرئيس الثالث عشر فيتنام من مايو 2024 إلى أكتوبر 2024. ضابط محترف في قوات الأمن العام الشعبية لأكثر من 40 عاما، شغل لام سابقا منصب وزير الأمن العام من عام 2016 حتى انتخابه للرئاسة في عام 2024.
وُلد تو لام في مقاطعة هونغ ين، وانضم إلى الحزب الشيوعي الفيتنامي في 22 أغسطس 1981. تخرج من كلية الشرطة المركزية وأكاديمية الأمن الشعبي الفيتنامية، وقضى حياته المهنية في قوات الشرطة. يحمل رتبة جنرال بأربع نجوم في الأمن العام الشعبي الفيتنامي. شغل سابقًا منصب رئيس اللجنة التوجيهية للمرتفعات الوسطى، ونائب وزير الأمن العام، والمدير العام للإدارة العامة الأولى للأمن في وزارة الأمن العام. وهو عضو في اللجنة المركزية للحزب الشيوعي الفيتنامي منذ عام 2011، وعضو في المكتب السياسي له منذ عام 2016.
لعب لام دورًا في حملة مكافحة الفساد التي شنها الأمين العام الراحل نغوين فو ترونغ، والتي تورط فيها العديد من كبار المسؤولين بدرجة غير مسبوقة في التاريخ السياسي الفيتنامي. بعد وفاة ترونغ في يوليو 2024، يرأس لام حاليًا اللجنة التوجيهية المركزية لمكافحة الفساد واللجنة العسكرية المركزية. ويُزعم أن لام قاد حملة ضد المعارضين وقمع منظمات المجتمع المدني وشدد الرقابة على الإنترنت وتورط في العديد من الخلافات .
في 18 مايو 2024، رشحته اللجنة المركزية للحزب الشيوعي الفيتنامي ليصبح الرئيس الثالث عشر لفيتنام، خلفًا لفو فان ثونغ، الذي استقال في مارس 2024 بسبب حملة مكافحة الفساد. أعفت الجمعية الوطنية تو لام من منصبه الوزاري قبل الانتخابات الرئاسية، وعُيّن تلميذه لونغ تام كوانغ وزيرًا للأمن العام في يونيو 2024. في 3 أغسطس 2024، بعد وفاة نجوين فو ترونغ، انتُخب تو لام أمينًا عامًا للحزب الشيوعي الفيتنامي وأمينًا للجنة العسكرية المركزية من قبل اللجنة المركزية الثالثة عشرة، مما جعله الزعيم الأعلى الحالي لفيتنام.